# Scottish FA Cup 1890/91
Der Scottish FA Cup wurde 1890/91 zum 18. Mal ausgespielt. Der wichtigste Fußball-Pokalwettbewerb im schottischen Vereinsfußball wurde vom Schottischen Fußballverband geleitet und ausgetragen. Er begann am 6. September 1890 und endete mit dem Finale am 7. Februar 1891 im Hampden Park von Glasgow. Als Titelverteidiger startete der FC Queen’s Park zugleich Rekordsieger dieses Wettbewerbs, der im Finale des Vorjahres gegen den FC Vale of Leven gewonnen hatte. Im diesjährigen Endspiel um den Schottischen Pokal traf Heart of Midlothian auf den FC Dumbarton. Die Hearts erreichten zum ersten Mal in der Vereinsgeschichte das Finale. Dumbarton nach 1881, 1882, 1883 und 1887 zum fünften Mal. 1883 gewann der Verein das Finale gegen Vale of Leven. Das Finale gewannen die Hearts aus Edinburgh mit 1:0. Die erstmals ausgetragene schottische Meisterschaft im gleichen Jahr gewann der FC Dumbarton zusammen mit den  Glasgow Rangers. Die Hearts wurden Tabellensechster.

## 1. Runde
Ausgetragen wurden die Begegnungen am 6. September 1890. Die Wiederholungsspiele fanden am 13. September 1890 statt.
|                         | Ergebnis   |                               |
| ----------------------- | ---------- | ----------------------------- |
| FC Abercorn             | 8:0        | FC Irvine                     |
| Airdrieonians FC        | 3:1        | FC Cowlairs                   |
| FC Annan                | 2:8        | Dumfries Wanderers            |
| FC Arthurlie            | 2:5        | FC St. Mirren                 |
| FC Ayr                  | w/o        | FC Kilbarchan                 |
| FC Ayr Parkhouse        | 6:1        | FC Kilbirnie                  |
| Bathgate Rovers         | 3:2        | Dunfermline Athletic          |
| FC Battlefield          | 1:4        | Third Lanark                  |
| FC Bo’ness              | w/o        | FC Blair Adam                 |
| FC Brechin              | 3:4        | FC Kirriemuir                 |
| FC Bridge of Allan      | 7:2        | Southfield Rangers            |
| FC Broxburn             | w/o        | FC West Calder                |
| FC Burnbank Swifts      | 11:0       | United Abstainers Athletic    |
| Burntisland Thistle     | 4:2        | FC Bonnyrigg Rose             |
| Caledonian Rangers      | 2:1        | Victoria United               |
| FC Cambuslang           | 3:1        | Glasgow Wanderers             |
| FC Camelon              | 4:3        | Alloa Athletic                |
| FC Campsie              | 4:1        | FC Laurieston                 |
| Campsie Hibernian       | 3:6        | Clydesdale Athletic           |
| FC Carfin Shamrock      | w/o        | FC Cartha                     |
| FC Carrington           | 1:2        | Albion Rovers                 |
| FC Cathcart             | 5:3        | FC Pollokshaws Harp           |
| Celtic Glasgow          | 1:0        | Glasgow Rangers               |
| FC Clackmannan          | 9:0        | FC Milton of Campsie          |
| FC Clyde                | 7:2        | FC Whitefield                 |
| FC Cowdenbeath          | 10:1       | Linlithgow Athletic           |
| FC Crieff               | w/o        | FC Vale of Atholl             |
| FC Dalry                | 5:2        | FC Pollokshaws                |
| FC Denny                | 0:4        | FC Alva                       |
| Douglas Rovers          | 0:5        | 5th Dumfries Rifle Volunteers |
| FC Dumbarton            | 8:2        | Smithstown Hibernian          |
| FC Dumfries             | 9:0        | Newton Stewart Athletic       |
| FC Dundee Harp          | w/o        | Lochee United                 |
| Dundee Wanderers        | 3:3        | FC Arbroath                   |
| East End Dundee         | w/o        | FC Strathmore                 |
| FC East Stirlingshire   | 8:2        | FC Grangemouth                |
| Fair City Athletic      | 7:3        | FC Dunblane                   |
| FC Falkirk              | w/o        | FC Vale of Bannock            |
| Forfar Athletic         | 2:7        | Our Boys Dundee               |
| FC Greenock Abstainers  | 0:13       | FC Newmilns                   |
| Greenock Morton         | 7:2        | Ayr Athletic                  |
| Heart of Midlothian     | 7:2        | Raith Rovers                  |
| FC Inveraray            | 4:1        | FC Lochgilphead               |
| Inverness Thistle       | 2:4        | FC Caledonian                 |
| Kelvinside Athletic     | 1:1        | Glasgow Hibernian             |
| FC Kilmarnock           | 4:4        | FC Annbank                    |
| Kilsyth Wanderers       | 2:1        | FC Renton                     |
| Kirkcaldy Wanderers     | 3:4        | Hibernian Edinburgh           |
| Kirkintilloch Athletic  | 2:2        | FC Clydebank                  |
| FC Lanemark             | w/o        | FC Dykebar                    |
| Leith Athletic          | 3:2        | FC Annandale                  |
| FC Linthouse            | w/o        | Hamilton Academical           |
| FC Maryhill             | w/o        | Southern Athletic             |
| FC Mauchline            | 1:3        | Kilmarnock Athletic           |
| FC Maybole              | 3:4        | Hurlford United               |
| FC Methlan Park         | 1:0        | FC King’s Park                |
| FC Mid-Annandale        | *0:13 *    | Rising Thistle                |
| FC Montrose             | 7:1        | FC Broughty                   |
| FC Mossend Swifts       | w/o        | FC Lassodie                   |
| FC Motherwell Shamrock  | 3:7        | FC Fairfield                  |
| FC Neilston             | 7:3        | Bute Rangers                  |
| FC Northern             | **2:1 **   | FC Clydesdale                 |
| FC Oban                 | 3:0        | Oban Rangers                  |
| FC Old Kilpatrick       | 1:6        | FC Jamestown                  |
| FC Orion                | 1:5        | FC Aberdeen                   |
| Penicuik Athletic       | 5:3        | FC Champfleurie               |
| Port Glasgow Athletic   | 0:2        | FC Monkcastle                 |
| FC Royal Albert         | 5:4        | FC Motherwell                 |
| FC Rutherglen           | w/o        | FC St. Brides                 |
| FC Saltcoats Victoria   | 4:3        | FC Lochwinnoch                |
| FC Slanannan            | 6:2        | FC Gairdoch                   |
| FC St. Bernard’s        | ***7:0 *** | FC Adventurers                |
| FC St. Johnstone        | *2:2 *     | FC Coupar Angus               |
| Stevenston Thistle      | 9:2        | FC Stewarton Cunninghame      |
| FC Stranraer            | w/o        | FC Moffat                     |
| Summerton Athletic      | w/o        | FC Whifflet Shamrock          |
| FC Thistle              | 3:5        | FC Queen’s Park               |
| FC Tillicoultry         | 1:5        | Dalmuir Thistle               |
| FC Uddingston           | 6:0        | FC Hamilton Harp              |
| FC Union                | 12:1       | Bonnybridge Grasshoppers      |
| FC Vale of Leven        | w/o        | FC Stenhousemuir              |
| Vale of Leven Wanderers | w/o        | FC Dunipace                   |
| Wishaw Thistle          | 3:2        | Partick Thistle               |

### Wiederholungsspiele
|                   | Ergebnis |                        |
| ----------------- | -------- | ---------------------- |
| FC Annbank        | 6:2      | FC Kilmarnock          |
| FC Arbroath       | 4:1      | Dundee Wanderers       |
| FC Clydebank      | 4:3      | Kirkintilloch Athletic |
| Glasgow Hibernian | 5:1      | Kelvinside Athletic    |
| FC Northern       | 7:1      | FC Clydesdale          |

## 2. Runde
Ausgetragen wurden die Begegnungen am 27. September und 11. Oktober 1890. Die Wiederholungsspiele fanden am 4. und 11. Oktober 1890 statt.
|                               | Ergebnis |                         |
| ----------------------------- | -------- | ----------------------- |
| 5th Dumfries Rifle Volunteers | 9:1      | FC Mid-Annandale        |
| FC Abercorn                   | 12:0     | FC Cathcart             |
| FC Aberdeen                   | 8:0      | Caledonian Rangers      |
| FC Adventurers                | w/o      | Vale of Leven Wanderers |
| Airdrieonians FC              | 3:1      | FC Annbank              |
| FC Ayr Parkhouse              | 1:2      | Summerton Athletic      |
| Bathgate Rovers               | 6:2      | FC Union                |
| FC Beith                      | 2:4      | FC Cambuslang           |
| FC Bridge of Allan            | 1:5      | FC Vale of Leven        |
| FC Broxburn                   | 5:2      | FC Clackmannan          |
| FC Burnbank Swifts            | *2:1 *   | Stevenston Thistle      |
| FC Camelon                    | 2:1      | FC Alva                 |
| FC Campsie                    | 4:4      | FC East Stirlingshire   |
| Celtic Glasgow                | 2:2      | FC Carfin Shamrock      |
| FC Clyde                      | 4:3      | Hurlford United         |
| Clydesdale Athletic           | 3:5      | Kilsyth Wanderers       |
| FC Crieff                     | 0:11     | Fair City Athletic      |
| Dalmuir Thistle               | 5:7      | FC Cowdenbeath          |
| Dumfries Wanderers            | 6:5      | FC Dumfries             |
| FC Dundee Harp                | 1:5      | FC Arbroath             |
| East End Dundee               | 4:2      | FC St. Johnstone        |
| Edinburgh University          | bye      |                         |
| FC Fairfield                  | 2:5      | FC Royal Albert         |
| FC Glengowan                  | w/o      | FC Carlton              |
| Greenock Morton               | 3:2      | FC Neilston             |
| Heart of Midlothian           | w/o      | Burntisland Thistle     |
| Hibernian Edinburgh           | 1:9      | FC Dumbarton            |
| FC Inveraray                  | 4:2      | FC Oban                 |
| FC Caledonian                 | w/o      | FC Portland Lybstor     |
| FC Jamestown                  | 2:5      | FC Mossend Swifts       |
| FC Kirriemuir                 | 0:3      | FC Montrose             |
| Leith Athletic                | 7:2      | FC Falkirk              |
| FC Linthouse                  | 7:2      | FC Maryhill             |
| FC Monkcastle                 | 4:3      | FC Dalry                |
| FC Newmilns                   | 2:2      | FC Uddingston           |
| Our Boys Dundee               | bye      |                         |
| Penicuik Athletic             | 3:4      | FC Methlan Park         |
| Rutherglen                    | 5:1      | FC Northern             |
| FC Rutherglen                 | 1:3      | FC Ayr                  |
| FC Saltcoats Victoria         | 3:2      | FC Lanemark             |
| FC Slanannan                  | *5:2 *   | FC Clydebank            |
| FC St. Mirren                 | 5:1      | Albion Rovers           |
| FC Stranraer                  | bye      |                         |
| Third Lanark                  | 8:1      | Kilmarnock Athletic     |
| Wishaw Thistle                | 4:1      | Glasgow Hibernian       |
| FC Bo’ness                    | 7:0      | FC Bellstane Birds      |

### Wiederholungsspiele
|                    | Ergebnis |                       |
| ------------------ | -------- | --------------------- |
| FC Campsie         | 1:3      | FC East Stirlingshire |
| Celtic Glasgow     | 3:1      | FC Carfin Shamrock    |
| FC Uddingston      | 5:1      | FC Newmilns           |
| FC Burnbank Swifts | 3:0      | Stevenston Thistle    |
| FC Slanannan       | 3:5      | FC Clydebank          |

## 3. Runde
Ausgetragen wurden die Begegnungen am 18. Oktober 1890. Die Wiederholungsspiele fanden am 25. Oktober 1890 statt.
|                               | Ergebnis |                       |
| ----------------------------- | -------- | --------------------- |
| 5th Dumfries Rifle Volunteers | bye      |                       |
| Airdrieonians FC              | 8:0      | FC Glengowan          |
| FC Arbroath                   | bye      |                       |
| Bathgate Rovers               | 6:0      | FC Broxburn           |
| FC Bo’ness                    | 1:1      | FC Mossend Swifts     |
| FC Cambuslang                 | 1:2      | FC St. Mirren         |
| FC Clyde                      | 3:4      | FC Ayr                |
| FC Dumbarton                  | 6:0      | FC Clydebank          |
| Dumfries Wanderers            | w/o      | FC Stranraer          |
| FC East Stirlingshire         | 3:3      | FC Camelon            |
| Edinburgh University          | 3:2      | FC Cowdenbeath        |
| Greenock Morton               | 10:0     | FC Inveraray          |
| FC Caledonian                 | 6:2      | FC Aberdeen           |
| Kilsyth Wanderers             | 0:8      | FC Vale of Leven      |
| Leith Athletic                | 12:0     | FC Adventurers        |
| FC Linthouse                  | 3:4      | FC Abercorn           |
| FC Methlan Park               | 0:3      | Heart of Midlothian   |
| FC Monkcastle                 | 1:7      | FC Burnbank Swifts    |
| FC Montrose                   | 4:1      | Fair City Athletic    |
| Our Boys Dundee               | 4:0      | East End Dundee       |
| FC Queen’s Park               | 6:0      | FC Uddingston         |
| FC Royal Albert               | 6:2      | FC Saltcoats Victoria |
| Third Lanark                  | 8:1      | Summerton Athletic    |
| Wishaw Thistle                | 2:6      | Celtic Glasgow        |

### Wiederholungsspiel
|                   | Ergebnis |                       |
| ----------------- | -------- | --------------------- |
| FC Camelon        | 6:10     | FC East Stirlingshire |
| FC Mossend Swifts | 9:1      | FC Bo’ness            |

## 4. Runde
Ausgetragen wurden die Begegnungen am 8. November 1890.
|                               | Ergebnis |                     |
| ----------------------------- | -------- | ------------------- |
| 5th Dumfries Rifle Volunteers | 6:2      | FC Arbroath         |
| FC Abercorn                   | 8:0      | Bathgate Rovers     |
| Airdrieonians FC              | 1:2      | FC St. Mirren       |
| FC Ayr                        | 3:4      | Heart of Midlothian |
| FC Dumbarton                  | 7:3      | FC Mossend Swifts   |
| FC East Stirlingshire         | 2:0      | FC Caledonian       |
| Edinburgh University          | 0:7      | FC Queen’s Park     |
| Greenock Morton               | 6:4      | Dumfries Wanderers  |
| Leith Athletic                | 3:1      | FC Vale of Leven    |
| FC Montrose                   | 0:3      | Third Lanark        |
| Our Boys Dundee               | 1:3      | Celtic Glasgow      |
| FC Royal Albert               | 1:0      | FC Burnbank Swifts  |

## 5. Runde
Ausgetragen wurden die Begegnungen am 29. November und 6. Dezember 1890. Das Wiederholungsspiel fand am 13. Dezember 1890 statt.
|                       | Ergebnis |                               |
| --------------------- | -------- | ----------------------------- |
| FC Abercorn           | bye      |                               |
| Celtic Glasgow        | 2:2      | FC Royal Albert               |
| FC East Stirlingshire | bye      |                               |
| Heart of Midlothian   | 5:1      | Greenock Morton               |
| Leith Athletic        | bye      |                               |
| Third Lanark          | bye      |                               |
| FC Dumbarton          | 8:0      | 5th Dumfries Rifle Volunteers |
| FC St. Mirren         | 2:3      | FC Queen’s Park               |

### Wiederholungsspiel
|                | Ergebnis |                 |
| -------------- | -------- | --------------- |
| Celtic Glasgow | 2:0      | FC Royal Albert |

## 6. Runde
Ausgetragen wurden die Begegnungen am 20. Dezember 1890 und 10. Januar 1891. Die Wiederholungsspiele fanden am 17. und 24. Januar 1891 statt.
|                     | Ergebnis |                       |
| ------------------- | -------- | --------------------- |
| FC Dumbarton        | 3:0      | Celtic Glasgow        |
| Heart of Midlothian | 3:1      | FC East Stirlingshire |
| Leith Athletic      | 2:3      | FC Abercorn           |
| Third Lanark        | 1:1      | FC Queen’s Park       |

### Wiederholungsspiel
|                 | Ergebnis |              |
| --------------- | -------- | ------------ |
| FC Queen’s Park | 2:2      | Third Lanark |

### 2. Wiederholungsspiel
|                 | Ergebnis |              |
| --------------- | -------- | ------------ |
| FC Queen’s Park | 1:4      | Third Lanark |

## Halbfinale
Ausgetragen wurden die Begegnungen am 17. und 31. Januar 1891.
|              | Ergebnis |                     |
| ------------ | -------- | ------------------- |
| FC Dumbarton | 3:1      | FC Abercorn         |
| Third Lanark | 1:4      | Heart of Midlothian |

## Finale
| Heart of Midlothian                       | Heart of Midlothian | FC Dumbarton | FC Dumbarton |
| ----------------------------------------- | --- | --- | ------------ |
| Heart of Midlothian                       | \| Finale \| \| 7. Februar 1891 in Glasgow (Hampden Park) \| \| Ergebnis: 1:0 (1:0) \| \| Zuschauer: 10.836 \| \| Schiedsrichter: T. R. Park \| \| Spielbericht \|                   | \| Finale \| \| 7. Februar 1891 in Glasgow (Hampden Park) \| \| Ergebnis: 1:0 (1:0) \| \| Zuschauer: 10.836 \| \| Schiedsrichter: T. R. Park \| \| Spielbericht \|       | FC Dumbarton |
| Heart of Midlothian                       | Jock Fairbairn, James Adams, George Goodfellow, Isaac Begbie , John McPherson, Johnny Hill, Willie Taylor, Willie Mason, Davie Russell, George Scott, Davie Baird Cheftrainer: n. b. | John McLeod, Daniel Watson, Alex Miller, Tom MacMillan, Dickie Boyle, Leitch Keir, Jack Taylor, James Galbraith, Hugh Mair, James McNaught, Jack Bell Cheftrainer: n. b. | FC Dumbarton |
| Heart of Midlothian                       | 1:0 Willie Mason (15.) | | FC Dumbarton |
| Finale                                    | | |              |
| 7. Februar 1891 in Glasgow (Hampden Park) | | |              |
| Ergebnis: 1:0 (1:0)                       | | |              |
| Zuschauer: 10.836                         | | |              |
| Schiedsrichter: T. R. Park                | | |              |
| Spielbericht                              | | |              |